# Mad Magazine

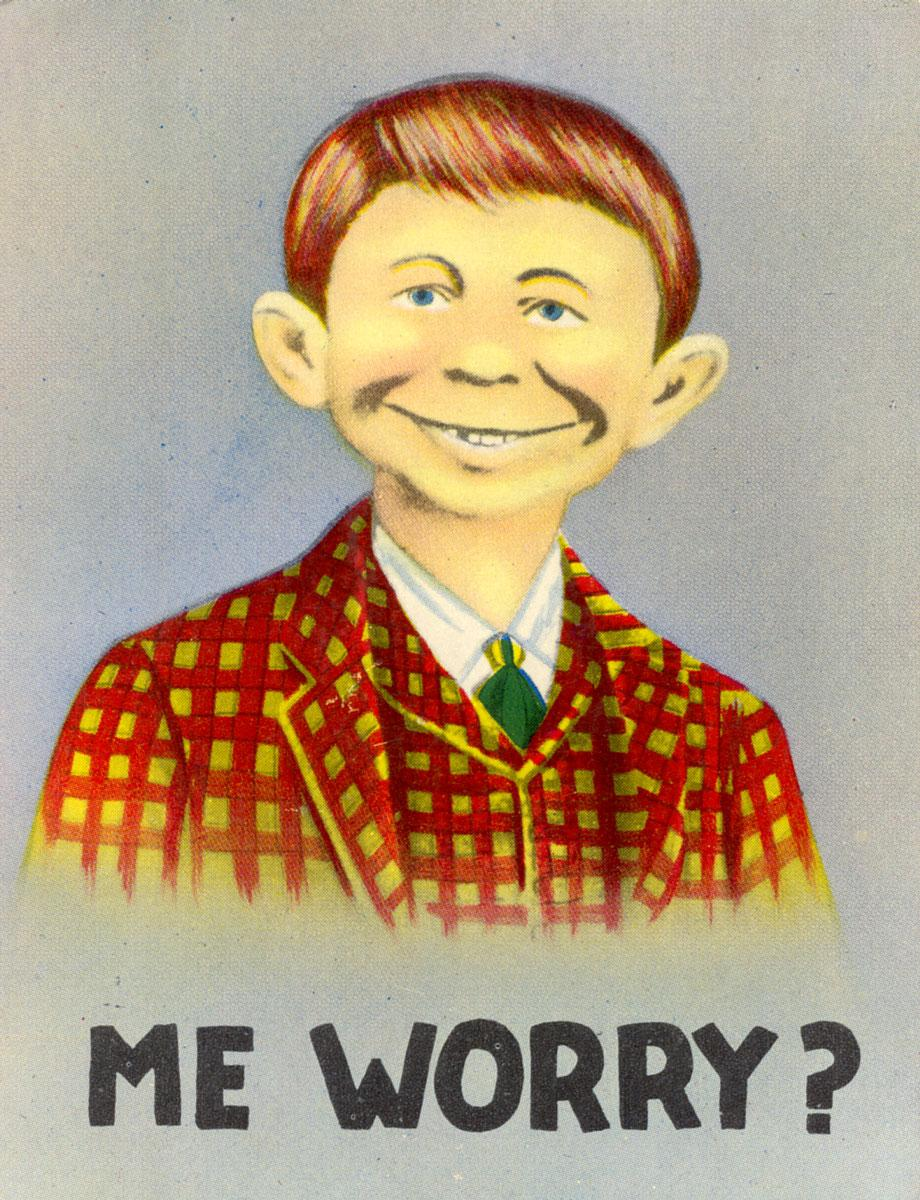
Ett vykort från 1910-talet som senare blev modell för Alfred E Neuman.

Mad är en amerikansk satir- och skämttidning grundad 1952 som innehåller såväl serier som texter och skämtteckningar. Tidningens maskot heter Alfred E Neuman, och han har funnits med i tidningen sedan 1955. Tidningen innehåller olika serier, ofta korta strippar, med "sjuk humor". Nästan varje nummer är ägnat åt någon populär film, TV-serie eller annan populärkulturell företeelse.
Bland de serietecknare/författare som deltagit mest i tidningen finns Sergio Aragonés, Don Martin och Al Jaffee. 
I Sverige publicerades material från tidningen i Svenska Mad, som började ges ut i oktober 1960, dess förste chefredaktör var Lasse O'Månsson. Förutom material från den amerikanska tidningen, förekom även material av svenska tecknare.
Juli 2019 meddelades att tidningen kommer att läggas ner.

## Historik
Tidningen var ursprungligen i vanligt serietidningsformat men 1955 övergick man till magasinsformat. Förutom renodlade serier började man då också använda sig av skämtteckningar, artiklar och fotografier.
Tidningens grundare och ansvarige utgivare var William M. Gaines som jobbade med tidningen till sin död 1992. Den förste redaktören var Harvey Kurtzman som satte sin prägel på tidningens humor, och handplockade tecknarna Will Elder, Wally Wood, Jack Davis och John Severin till tecknarstaben. Andra kreatörer som tillhört "The usual gang of idiots" är bl.a. Al Jaffee, Don Martin, Antonio Prohias, Sergio Aragonés, Mort Drucker, Duck Edwing, Dave Berg  och Basil Wolverton.

## TV-serien
1995 startade TV-serien Mad TV på den amerikanska tv-kanalen FOX. Liksom tidningen innehåller den mestadels parodier på filmer, tv-serier och annan populärkultur. Under de första säsongerna innehöll tv-serien korta animerade inslag baserade på serier från tidningen, men i övrigt är kopplingen svag däremellan.